# Ugo Afferni

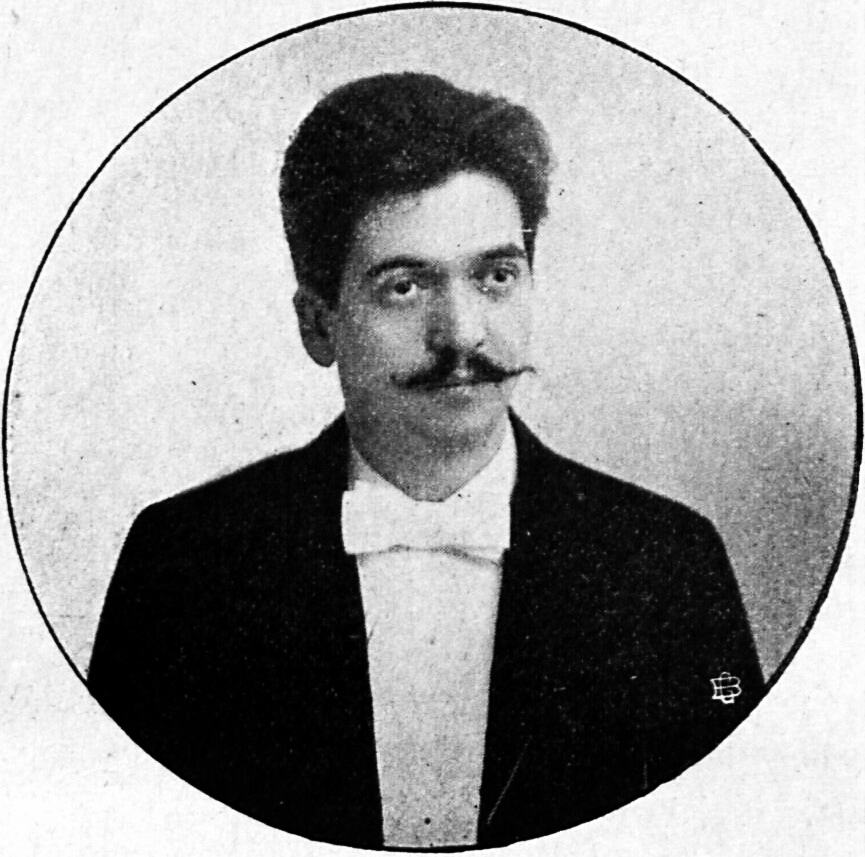
Ugo Afferni

Ugo Silvio Afferni (* 1. Januar 1871 in Florenz; † 9. Oktober 1931 in Livorno) war ein Dirigent und Komponist.

## Leben

### Laufbahn
Nach einer Grundausbildung in seiner Vaterstadt führte Afferni ein Reisestipendium nach Deutschland. Im Raff-Konservatorium in Frankfurt am Main erhielt er Unterricht durch Hans von Bülow. Von dort aus ging er an das Königliche Konservatorium nach Leipzig um seine musikalische Schulbildung zu beenden. Er hatte sich zu einem vorzüglichen Pianisten, der Feingefühl und Temperament virtuos miteinander vereinigte, entwickelt. In dem Orchester des Konservatoriums, das unter Hans Sitt aufblühte, schlug er jahrelang die Pauken. Dort verblieb er mehrere Jahre studierend, komponierend und Konzerte gebend. Als delikater Liederbegleiter am Klavier genoss er ein besonderes Ansehen.
In den Jahren 1891 bis 1893 unternahm Afferni von Leipzig aus größere Konzertreisen, auf denen er als Pianist sehr erfolgreich gewesen ist. Wiederholt wurde er an den Hof des Großherzogs von Weimar berufen, um in Soireen und Konzerten, wo er ganz besonders die Gunst des Großherzogs erwarb, mitzuwirken. Später trat er vor dem ebenso erfolgreich vor dem König Albert von Sachsen auf.
In Leipzig arbeitete er zugleich als Korrepetitor bei dem Direktor des dortigen Stadttheaters, Max Staegemann, und hatte zunächst die Absicht die Karriere eines Theaterkapellmeisters einzuschlagen. Dies änderte sich, als er, einem Ruf nach Annaberg im Erzgebirge folgend, 1893 seine erste Stellung antrat, um dort als Dirigent mehrerer Gesangvereine und Orchesterkonzerte seine Kapellmeisterlaufbahn zu beginnen. Dort vertiefte er seine Kenntnisse über das Orchester und seine Dirigiertechnik und komponierte eine erfolgreich aufgeführte Komische Oper, auch diverse Lieder und Musikstücke wurden hier von ihm komponiert.
Als der im Vorjahr gegründete Vereins der Musikfreunde in Lübeck die Planstelle eines Kapellmeisters besetzen wollte, setzte sich Afferni mit seinem Probekonzert, in dem auch seine Frau als Orchestermitglied mitspielte, am 27. Februar 1897 gegen Franz Kessel aus Kaiserslautern und Karl Franck aus Halle an der Saale durch.
Im Jahre 1900 wurde Afferni für die Sommermonate als Kapellmeister der Bad Harzburger Kurkapelle für die Sommerzeit, vom 15. Mai bis 1. Oktober, als Leiter berufen. Den Stamm des dortigen aus 30–34 Musikern bestehenden Orchesters bildeten Mitglieder des lübeckischen Vereins der Musikfreunde und alljährlich von auswärts neu dazu engagierten Musikern. Da sich die dortigen Konzerte großer Beliebtheit erfreuten, veranstaltete Afferni im Laufe eines jeden Sommers mit seiner Frau zusätzliche ebenfalls erfolgreiche Kammermusiksoiréen.
Sein Anspruch in Lübeck war, dass: „Das Beste und die besten Ausführungen durch seinen ausgearbeiteten Vortrag gerade gut genug sind, für die breiteren Volksschichten und für den einfachen schlichten Bürger und Konzertbesucher.“
In Wiesbaden wurde Afferni 1905 einstimmig zum Leiter des dortigen Kurorchesters gewählt und verließ Lübeck.
1914 kehrte er nach Italien zurück.

### Familie
Afferni hatte sich 1895 mit May Brammer (* 1873 in Great Grimsby), einer Violinvirtuosin in höchster Vollendung, in Annaberg verheiratet. In dem Orchester ihres Gatten hat sie sogar am Pult des Konzertmeisters gestanden. Nach der Eheschließung nahmen Mays Auftritte deutlich ab. Sie lernten sich 1893 in Leipzig kennen. In Lübeck baute seine Frau später eine Kammermusikreihe auf.

## Werke (Auswahl)
- Concert-Ouvertüre, vor 1890
- Miniatursuite für Klavier I Arioso II Intermezzo IIII Walzer IV Gavotte
- Alles schwoll mit vollen Kräften, publiziert bei Reinicke in Leipzig, 1893 OCLC 248498927
- Im Frühling, Text: Theodor Apel, publiziert bei Reinicke in Leipzig, 1893 OCLC 248498665
- Schlaf' du liebes Kind, Text: Johann Baptist von Albertini, publiziert bei Reinicke in Leipzig, 1893 OCLC 248494750
- Unterricht, „Amor hab' ich jüngst belauscht“, Text: Frida Schanz, publiziert bei Reinicke in Leipzig, 1893 OCLC 248930187
- La sirène, valse caprice, für Streichorchester, op. 20 OCLC 42540184
- Bonheur, op. 30 OCLC 42540184
- Overture Fürst Potemkin für großes Orchester, veröffentlicht bei Louis Oertel in Hannover, 1911 OCLC 42540084
- Mandolinata, Italienisches Abendständchen für Harfe und Streicher, OCLC 42539970
- Feierklänge am heiligen Abend, Weihnachtsfantasie für Klavier OCLC 165531106